# Hepatica (erebídeos)
Hepatica é um gênero de traça pertencente à família Arctiidae.

## Espécies
- Hepatica doda (Swinhoe, 1902)